# Rielasingen-Worblingen
Rielasingen-Worblingen est une commune de Bade-Wurtemberg (Allemagne), située dans l'arrondissement de Constance, dans le district de Fribourg-en-Brisgau. Cette ville est jumelée avec Nogent-sur-Seine.